# Осий Кордубский
Осий Кордубский (греч. Όσιος Κορδούης, лат. Osius Cordubensis)  — епископ Кордубский (256—359), играл большую роль в церковной жизни первой половины IV века. Своё имя получил по месту епископской кафедры в городе Кордуба (современное название Кордова) на территории современной Испании, в автономном районе Андалусия. 
Причислен как святитель к лику святых,
- в Православной церкви память — 27 августа (9 сентября),
- в Католической церкви память — 27 августа.

## Биография
Святитель Осия родился в 256 году в городе Кордуба (совр. Кордова) в Андалусии, входящей в Римскую империю после второй пунической войны (218-201 г.до н.э.). Примерно с 300 года являлся епископом города Кордубы (совр. Кордова). При императоре Диоклетиане (244-313) и позже при императоре Максимиане (250-310), когда шли гонения на христиан, исповедовал христианскую веру. После установления полновластного правителя в Римской империи императора Константина Великого (272-337) и провозглашения христианства государственной религией, был официальным советником императора.
Всю жизнь обличал заблуждения священника Ария (250-336), считал что мнения Ария являются "душевредной ересью" (арианство). Осий был  председателем на Соборе в Антиохии в 324 году. Осий же посоветовал императору Константину созвать первый святой Вселенский Собор в Никее, чтобы придти к единому мнению священников о иерархии Святой Троицы. Вселенский Собор прошёл в 325 году. Уже позже, при императоре Констанции (317-361), в 355 году Осий впал в немилость императора, из-за своего упорства и отказа в осуждении Афанасия Великого, и был сослан в Сирмий. В изгнании Осий подвергся мучениям, был отправлен в темницу, и в результате подписал в 357 году арианское исповедание 2-го Сирмийского собора (сирмийская формула веры, запрещающая использовать термин "единосущный"). Затем вернулся в Кордобу и в 359 году перед смертью подверг арианство анафеме.

## Достижения
- Он был специальным посланником императора Константина в Александрию по умиротворению арианской ереси
- являлся председателем Первого Вселенского собора и целого ряда поместных соборов (был председателем Сардикийского собора).

## Труды
- Является одним из авторов Никейского Символа веры.
- Из сочинений сохранились лишь два письма, к папе Юлию и к Констанцию, а сочинение «De virginitate», о котором упоминает Исидор Севильский, не найдено. Хотя творческое наследие Осии невелико, ценность его весьма значительна в силу непосредственного участия автора в важнейших церковных событиях.